# Pyropelta ryukyuensis
Pyropelta ryukyuensis là một loài ốc biển nhỏ, động vật thân mềm chân bụng sống ở biểns trong họ Pyropeltidae.

## Phân bố
This small limpet occurs at hydrothermal vents in the Okinawa Trough, Japan